# Árnes
Árnes – miejscowość w południowo-zachodniej Islandii, w dolinie rzeki Þjórsá. Przebiega przez nią droga nr 32. Wchodzi w skład gminy Skeiða- og Gnúpverjahreppur, w regionie Suðurland. Na początku 2018 roku zamieszkiwało ją 53 osoby. Osada wykształciła się w ciągu ostatnich dekad wokół szkoły i ośrodka kultury.
Nazwa miejscowości pochodzi od nazwy wyspy Árnes na rzece Þjórsá, położonej około 4 km na południe. W czasach historycznych zbierał się tutaj wiosenny thing - doroczne zgromadzenie wolnych mężczyzn. Pozostały po nim ruiny zabudowań oraz nazwy terenu nawiązujące do tych wydarzeń. Od wyspy wzięła się nazwa historycznego okręgu Árnessýsla.